# Wilczyn (Polkowice)
Pour les articles homonymes, voir Wilczyn.
Wilczyn est une localité polonaise de la gmina de Grębocice, située dans le powiat de Polkowice en voïvodie de Basse-Silésie.

## Histoire
De 1742 à 1945, Willschau fait partie de l'arrondissement de Glogau dans le district de Liegnitz au sein de la province de Silésie.